# Festival Automobile International

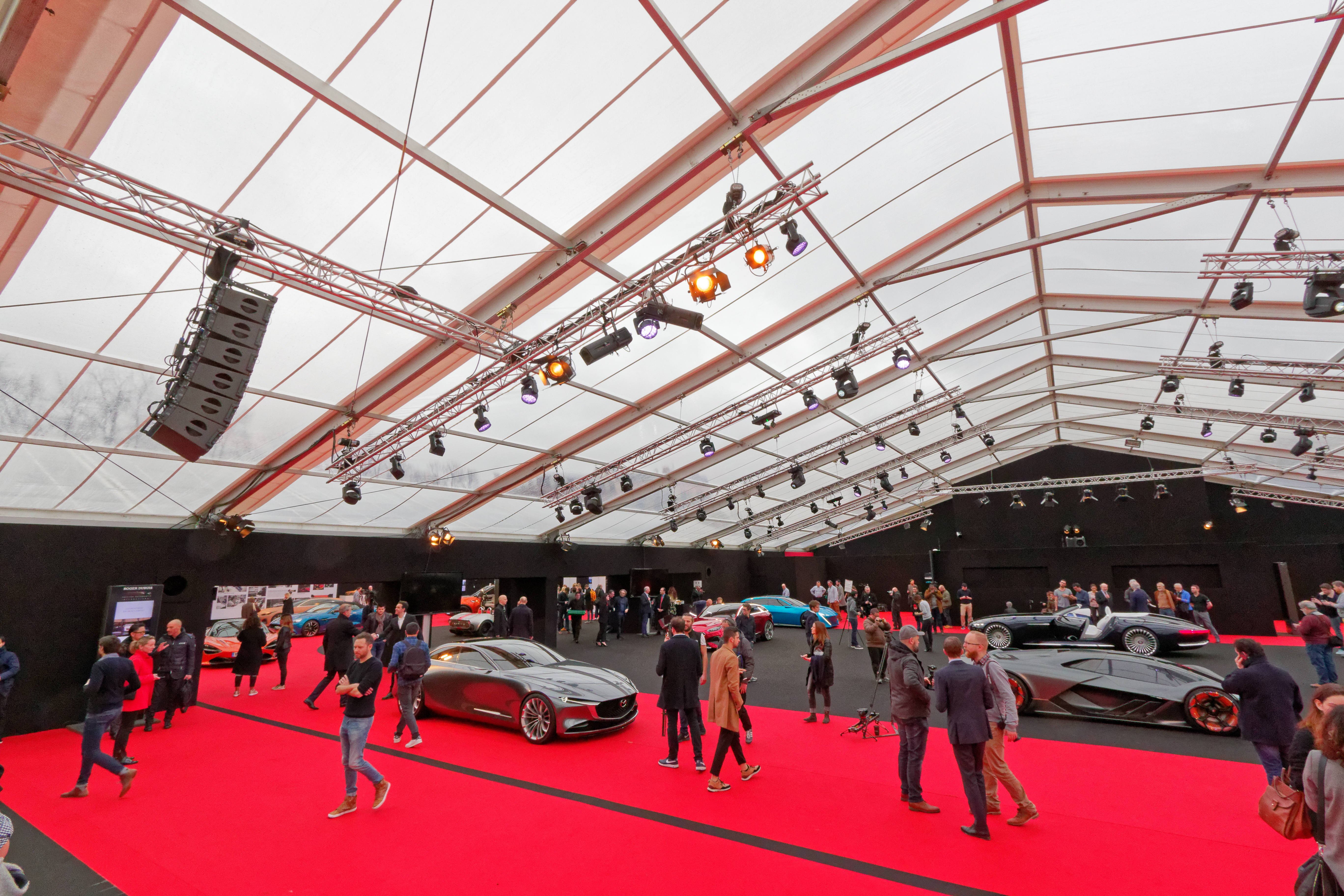
Esposizione durante l'edizione 2018

Il Festival Automobile International (FAI), in italiano Festival Internazionale dell'Automobile e precedentemente noto come Festival dell'Automobile di Chamonix, è una manifestazione fieristica internazionale con cadenza annuale che si tiene a Parigi sotto forma di salone automobilistico, creato nel 1986 da Rémi Depoix e Franz Hummel nell'ambito della gara 24 ore di Chamonix. 
L'evento si svolge con cadenza annuale presso gli Invalides di Parigi.

## Descrizione e storia
Il festival è stato creato in Alta Savoia durante l'edizione 1986 della 24 Ore di Chamonix. Nel 2001 ha cambiato nome in Festival Internazionale dell'Automobile (FAI) e si è trasferito in Place Vendôme a Parigi. Nel 2006 e nel 2007 il FAI si è svolto al Grand Palais, poi dal 2008 agli Invalides.
Collateralmente al festival viene assegnato dal 1987 il Premio Auto più bella dell'anno, dove la vettura vincitrice viene scelta dalla giuria del festival.
Nel 2020 il FAI ha registrato una presenza di circa 40 000 visitatori, tra le più alte dalla sua fondazione.
Le edizioni 2021 e 2022 del festival sono state annullate a causa della pandemia di Covid-19 e della relativa crisi economica.